# Dětská kresba
Dětská kresba je považována za jednu z nejpřirozenějších a nejčastějších aktivit u dětí. Ty pomoci kresby vyjadřují svůj názor a vztah ke světu. V anglickém jazyce je dětské umění pojmenováno jako „Child art“, „Fine art“ nebo „Art for children“.

## Význam dětské kresby
Kreslení je pro dítě hrou, která za sebou zanechá hmotný důkaz aktivity. Dítě pomocí kresby napodobuje a vyjadřuje svět, který vidí vlastníma očima. Dítě tak neverbálně komunikuje (zejména v předškolním věku) a vyjadřuje své vlastní já.

## Funkce dětské kresby
Jedna z nejdůležitějších funkcí kresby je rozvoj zábavy, relaxace, spolupráce i aktivity. Dětský výtvarný projev obsahuje a rozvíjí flexibilní a kreativní myšlení, které slouží ke komunikaci mezi jedinci všech kulturu. Děti si pomocí dětské kresby rozšiřují své pozorovací schopnosti i své vnímání. Dětská kresba a další výtvarné aktivity formulují správné návyky a dospělým napomáhají pochopit dětskou ontogenezi.

## Dětská kresba v pedagogické diagnostice
Dětský výtvarný projev slouží k diagnostice dětské kresby, ve které jde rozpoznat vývojové období každého dítěte, a také se v ní mohou poznat fyzické či psychické problémy. Diagnostika grafických projevů patří mezi základní metody zkoumání v dětské klinické psychologii. Diagnostika dětské kresby je součástí práce učitelů i učitelek mateřských škol, které pozorují komplexní osobnost dítěte.
Stádii dětské kresby se zabývá i zabývalo mnoho českých i zahraničních autorů. Například M.Vágnerová, J.Uždil, R.Davido, H. Read, Piaget

## Stádia dětské kresby

### Stádia dětské kresby dleM.Vágnerové
Vývoj kresby prochází několika fázemi:

#### 1. Presymbolická, seznomotorická fáze

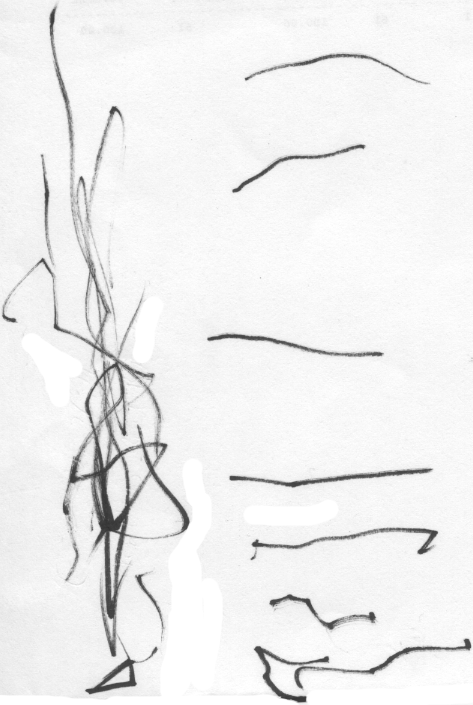
Čáry přímo související s "já" dítěte

První fáze začíná tzv. čmáráním, dítě si uvědomuje potěšení z toho, že dokáže pomocí tužky nebo pastelky zanechat barevnou stopu na čistém papíře. Samotný prožitek a tvorba kresby zajímá dítě nejvíce, výsledek už tolik ne. Děti se svými kresbami dále nezabývají.

#### 2. Přechod na symbolickou fázi
Dítě postupně zjišťuje, že jeho čmáranice mohou být prostředkem vyjádření reality.

#### 3. Symbolická fáze

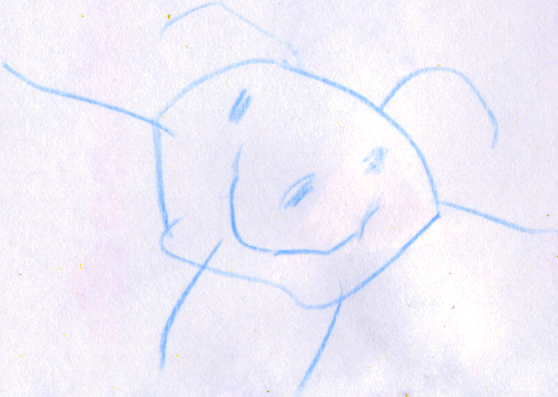
Hlavonožec

Dítě dokáže nakreslit konkrétní symbol. Podobnost kresby k realitě je závislá na rozvoji a spolupráci celého celku dovedností a schopností (například jemné a hrubé motoriky, senzomotorické koordinace nebo poznávacími procesy).  

### Stádia dětské kresby dle R. Davido[7]

#### 1. Období skvrn (do 1 roku)
Kdyby rodiče nechali své děti „malovat“, pravděpodobně by dítě kreslilo jakési skvrny.

#### 2. Stadium čmáranic (kolem 1 roku věku)
Čáry přímo souvisí s „já“ dítěte.

#### 3. Stadium čárání
Fáze je spojena s rozvojem intelektu dítěte – dítě se snaží napodobit písmo dospělých a držet lépe tužku.

#### 4. Stadium „hlavonožců“, univerzálních postav (kolem 3. roku)
Dítě začíná svým obrazům dávat určitý obsah. Postava je znázorněna kolečky představujícími trup a čtyřmi čárkami (končetiny). Dítě nejprve maluje postavu jako rozkouskovaný obraz, postupem času si začíná uvědomovat vlastní tělesné schéma. Dítě maluje transparentně, tedy dítě kreslí své obrázky s vnitřními částmi objektu, ačkoli by objekt měl být namalován pouze z vnějšku (př. nohy nakreslené tak, že jdou vidět přes šaty, kalhoty…). Většinou u tohoto stádia chybí perspektiva kresby.

#### 5. Vizuální realismus (mezi 7. až 12. rokem)
V tomto stádiu se dítě snaží kreslit hlavně to, co vidí. Začíná se objevovat profil.

#### 6. Stadium zobrazení v prostoru
Dětské kresby jsou v tomto období propracovanější.